# Карта памяти

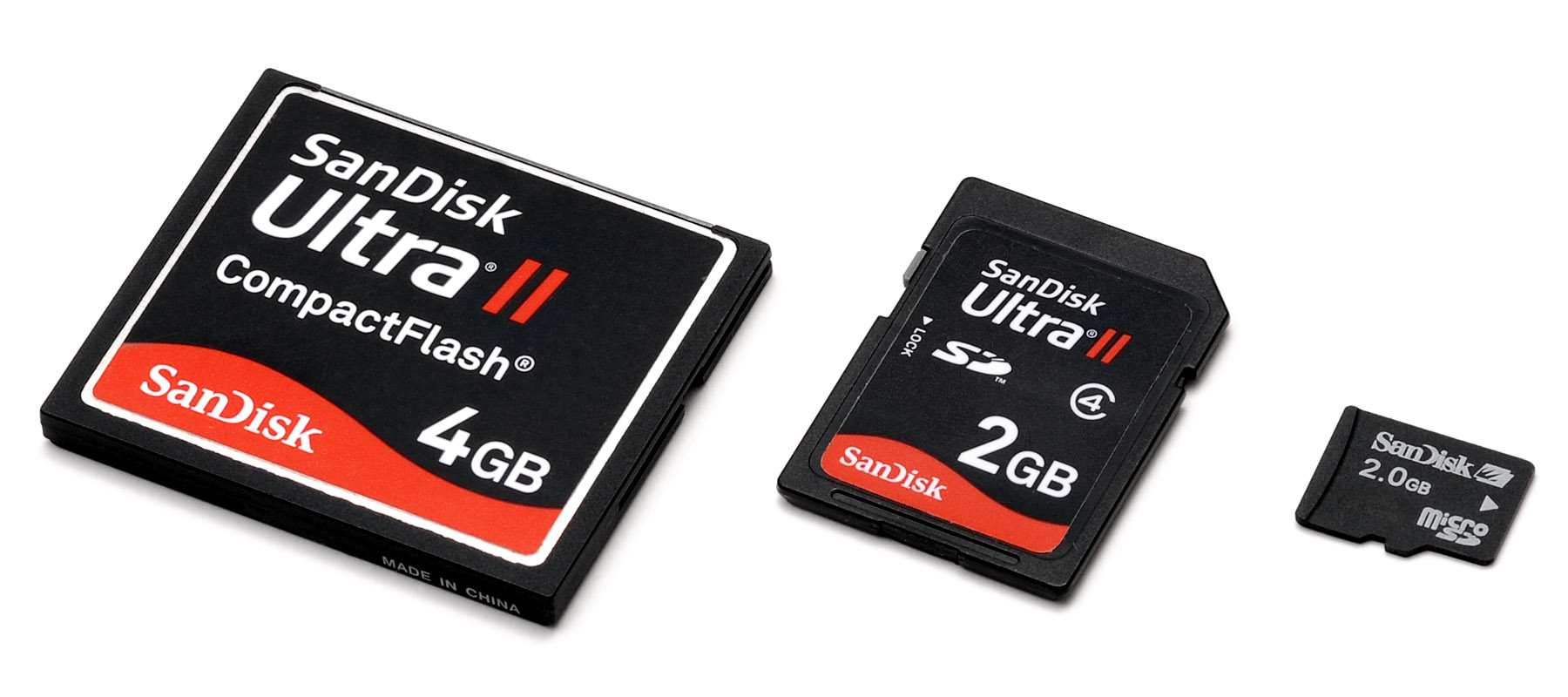
Наглядная миниатюризация карт памяти: их размеры со временем уменьшаются, а плотность компонентов на кристаллах микросхем растёт. Слева направо: CompactFlash, SecureDigital (SD), microSD

Ка́рта па́мяти (иногда неправильно флеш-ка́рта) — компактное электронное запоминающее устройство, используемое для хранения цифровой информации. Современные карты памяти изготавливаются на основе флеш-памяти, хотя принципиально могут использоваться и другие технологии. Карты памяти широко используются в электронных устройствах, включая цифровые фотоаппараты, автомобильные видеорегистраторы, портативные игровые приставки, сотовые телефоны и смартфоны, планшетные компьютеры, ноутбуки, портативные цифровые аудиопроигрыватели.

## История
В числе первых коммерческих форматов карт памяти были платы PC Card (карты типа I), изготовлявшиеся по спецификации PCMCIA. Они появились в начале 1990-х годов, но в настоящее время используются в основном в промышленных целях и для подключения устройств ввода-вывода, таких как сетевые карты, модемы и жёсткие диски. В 1990-х годах появились карты памяти меньших форматов, чем PC Card, в том числе CompactFlash, SmartMedia и Miniature Card. Потребность в меньших картах для мобильных телефонов, КПК и компактных цифровых фотоаппаратов создала тенденцию, по которой всякий раз предыдущее поколение «компактных» карт выглядело крупным. В цифровых фотоаппаратах карты SmartMedia и CompactFlash применялись вполне успешно, в 2001 году SM захватили 50 % рынка цифровых камер, а CF полностью господствовали на рынке профессиональных цифровых камер. Однако, к 2005 г. карты SD/MMC почти полностью заняли место карт SmartMedia, хотя и не на том же уровне и в условиях жёсткой конкуренции с картами Memory Stick и CompactFlash. В промышленности, несмотря на почтенный возраст карт памяти PC card (PCMCIA), им до сих пор удаётся сохранять нишу, тогда как в мобильных телефонах и КПК они кое-где применялись до 2010 года, когда в новых телефонах высокого класса стали доминировать карты микро-SD.
С 2010 года новые продукты Sony (ранее использовавшие только карты памяти Memory Stick) и Olympus (ранее использовавшие только карты xD-Card) предлагаются с дополнительным слотом для SD-Card. В войне форматов победителем вышли SD-карты.
В конце 2013 года компания «Transcend» анонсировала выпуск карт памяти SDHC нового поколения — со встроенным Wi-Fi-модулем. С помощью специального приложения, «Wi-Fi SD», разработанного компанией для мобильных устройств (смартфоны, планшетные компьютеры) с операционными системами iOS и Android стало возможным осуществлять беспроводную передачу данных на мобильные устройства с фотоаппаратов, диктофонов, видеорегистраторов и т. д.

## Таблица некоторых форматов карт памяти
| Название                     | Акроним     | Формфактор           | ТСЗАП      |
| ---------------------------- | ----------- | -------------------- | ---------- |
| PC Card                      | PCMCIA      | 85,6 × 54 × 3,3 мм   | Нет        |
| CompactFlash I               | CF-I        | 43 × 36 × 3,3 мм     | Нет        |
| CompactFlash II              | CF-II       | 43 × 36 × 5,5 мм     | Нет        |
| SmartMedia                   | SM / SMC    | 45 × 37 × 0,76 мм    | Нет        |
| Memory Stick                 | MS          | 50,0 × 21,5 × 2,8 мм | MagicGate  |
| Memory Stick Duo             | MSD         | 31,0 × 20,0 × 1,6 мм | MagicGate  |
| Memory Stick PRO Duo         | MSPD        | 31,0 × 20,0 × 1,6 мм | MagicGate  |
| Memory Stick PRO-HG Duo      | MSPDX       | 31,0 × 20,0 × 1,6 мм | MagicGate  |
| Memory Stick Micro M2        | M2          | 15,0 × 12,5 × 1,2 мм | MagicGate  |
| Miniature Card               |             | 37 × 45 × 3,5 мм     | Нет        |
| Multimedia Card              | MMC         | 32 × 24 × 1,5 мм     | Нет        |
| Reduced Size Multimedia Card | RS-MMC      | 16 × 24 × 1,5 мм     | Нет        |
| MMCmicro Card                | MMCmicro    | 12 × 14 × 1,1 мм     | Нет        |
| Secure Digital card          | SD          | 32 × 24 × 2,1 мм     | CPRM       |
| SxS                          | SxS         |                      | неизвестно |
| Universal Flash Storage      | UFS         | 15 × 11 × 0,74 мм    | неизвестно |
| miniSD card                  | miniSD      | 21,5 × 20 × 1,4 мм   | CPRM       |
| microSD card (TransFlash)    | microSD, TF | 15 × 11 × 0,7 мм     | CPRM       |
| xD-Picture Card              | xD          | 20 × 25 × 1,7 мм     | Нет        |
| Intelligent Stick            | iStick      | 24 × 18 × 2,8 мм     | Нет        |
| Serial Flash Module          | SFM         | 45 × 15 мм           | Нет        |
| µ card                       | µcard       | 32 × 24 × 1 мм       | неизвестно |
| NT Card                      | NT NT+      | 44 × 24 × 2,5 мм     | Нет        |

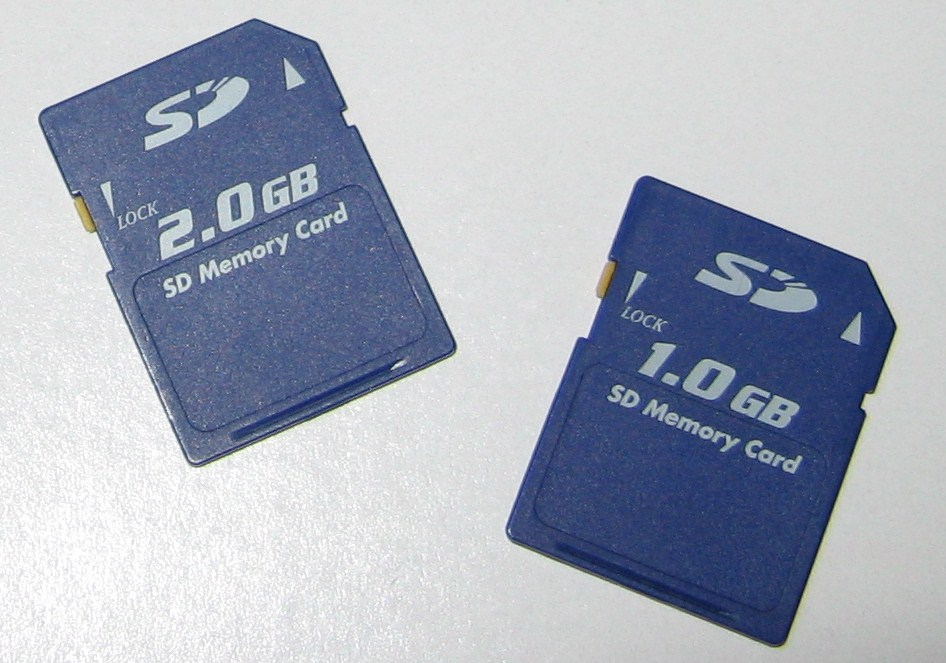
Secure Digital (SD)
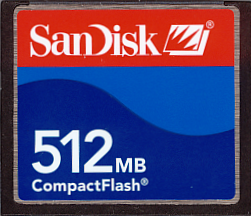
CompactFlash (CF-I)
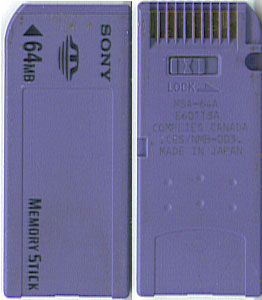
Memory Stick
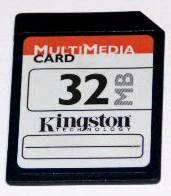
MultiMediaCard (MMC)
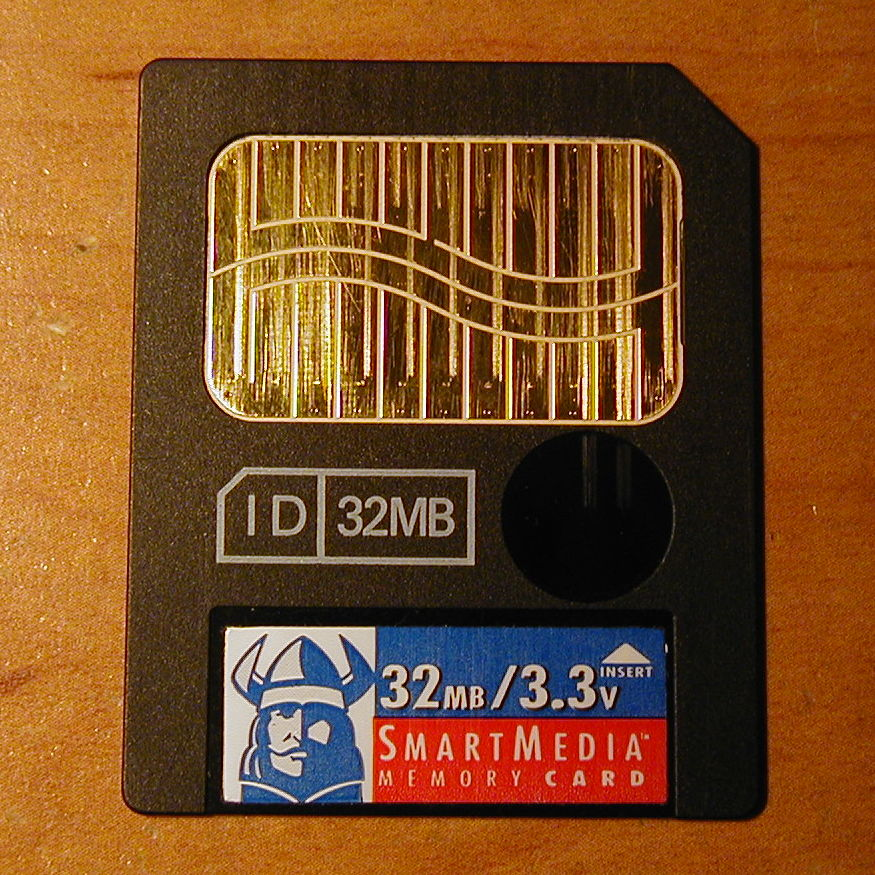
SmartMedia
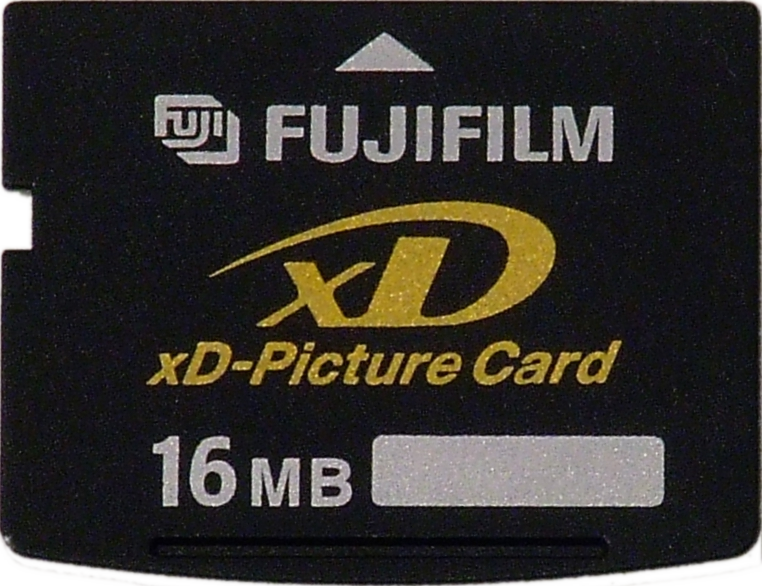
xD-Picture Card (xD)

SD-карты, оснащённые модулем Wi-Fi. (например SD-карты Eye-Fi Class 6 с Wi-Fi 802.11n.)

## Адаптеры карт памяти

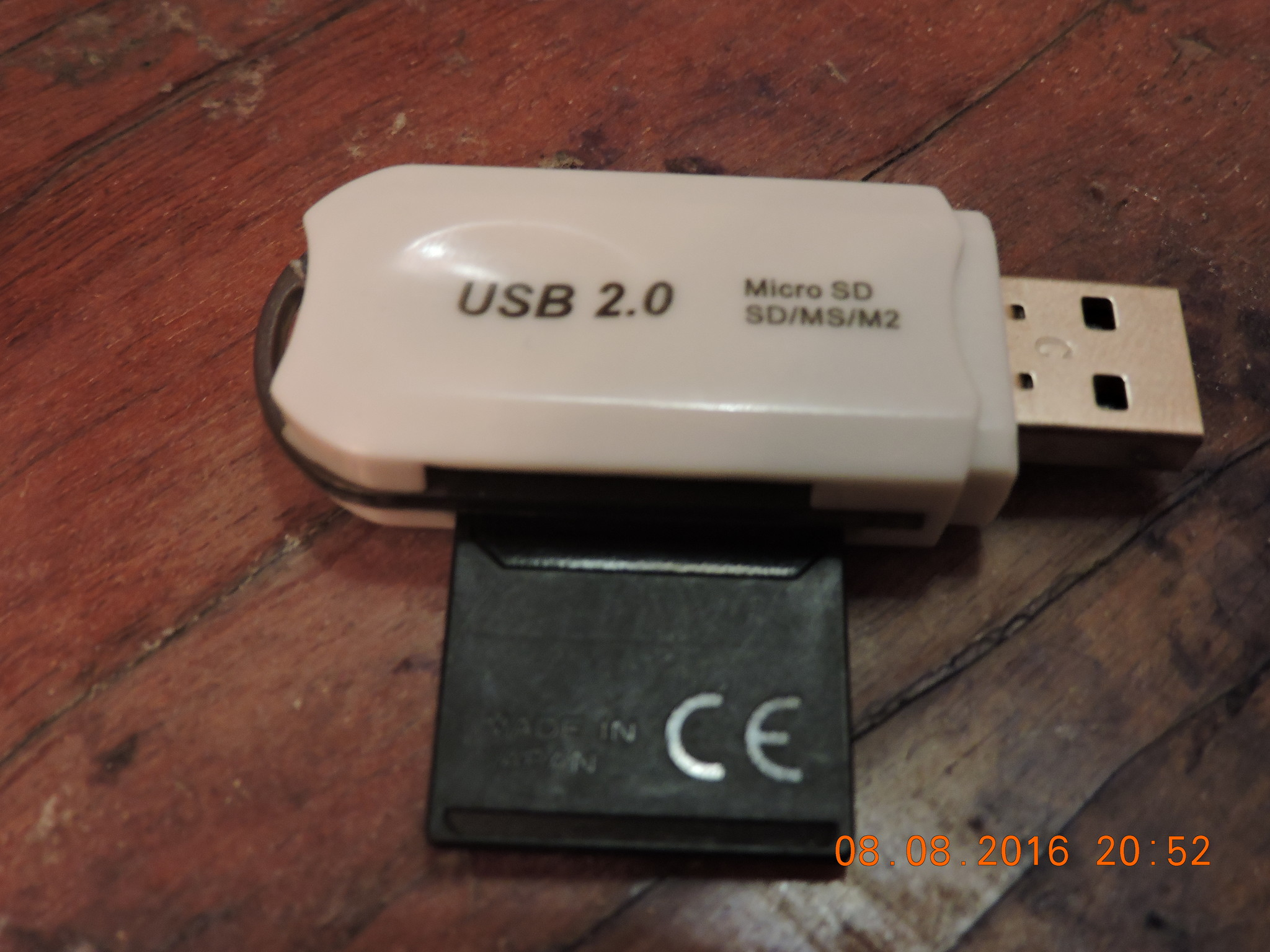
Картридер имеет вид флешки и позволяет читать карты памяти разных форматов

- SD to CF (Secure Digital SD to CF CompactFlash Card Adapter Type II)
- SDHC to CF
- Micro SD/TF to CF
- MS to CF
- MicroSD (TF) to MS/MS Pro Duo
- MS to PC card
- Micro SD to SD
- USB (типа флешки)

## Карты памяти в игровых консолях

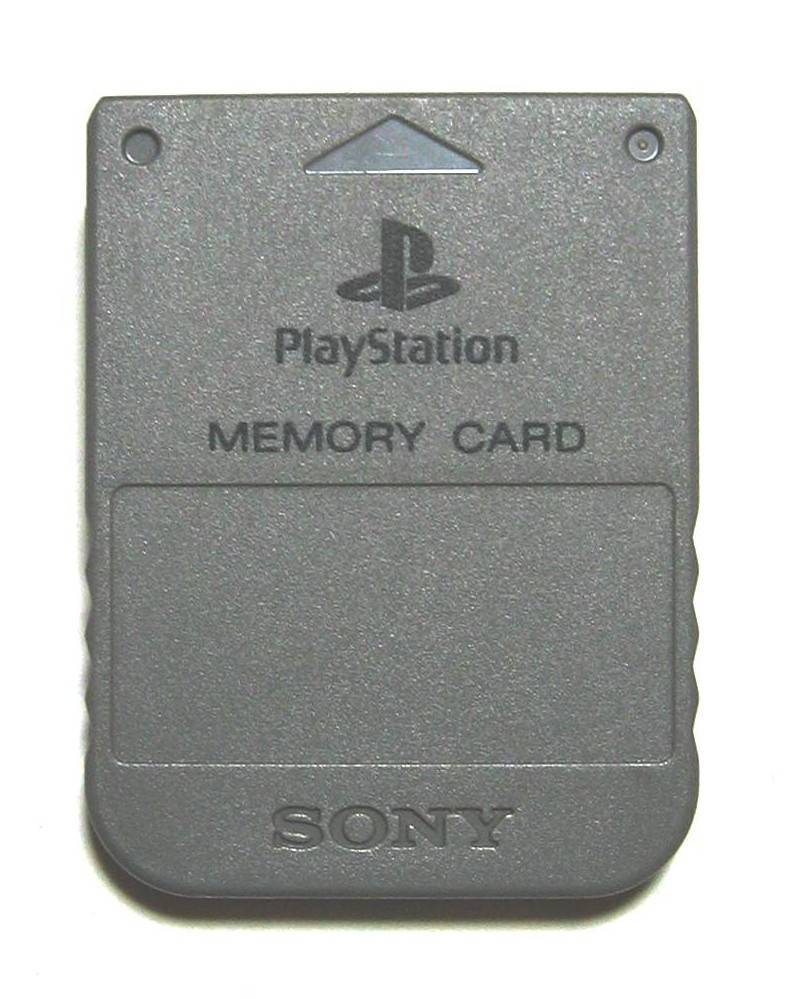
Карта памяти для игровой консоли

Многие игровые консоли используют собственные твердотельные карты памяти для хранения данных. Хотя в домашних игровых консолях игры как правило записываются на лазерные диски или жёсткие диски из-за их большей ёмкости, в большинстве портативных игровых систем разработчики предпочитают встраивать картриджи и карты памяти из-за их низкого энергопотребления, малых физических размеров и механической простоты устройства.
Ёмкости в скобках относятся к официальным картам памяти, выпущенным в первых партиях.
- Линейка Microsoft Xbox:
  - Xbox Memory Unit (8 Мбайт)
  - Xbox 360 Memory Unit (64 Мбайт/256 Мбайт/512 Мбайт)
- Линейка Nintendo:
  - Nintendo 64 Controller Pak (256 Кбит/32 Кбайт), поделённых на 123 страницы
  - Nintendo GameCube Memory Card версии: 59 блоков (4 Мбит/512 Кбайт), 251 блок (16 Мбит/2 Мбайт) и 1019 блоков (64 Мбит/8 Мбайт)
  - Wii Nintendo GameCube совместимая с Multimedia Card или совместимая с картой Secure Digital до 2 GB
  - Nintendo DSi совместимая с картой Secure Digital
- Sega Dreamcast Visual Memory Unit (VMU) (128 Кбайт поделённых на 200 блоков)
- Карта памяти Sega Saturn может иметь 20 блоков с записями игр.
- Линейка Sony PlayStation:
  - Карта памяти PlayStation (1 Мбит/128 Кбайт, поделённых на 15 блоков).
  - PlayStation 2 использует карты 8 Мбайт для своего собственного контента и поддерживает карты памяти PlayStation для обратной совместимости. Сторонними производителями выпускаются карты большей ёмкости, но они не поддерживаются официально.
  - Для ранних моделей PlayStation 3 характерна интеграция с CompactFlash, Secure Digital и Memory Stick PRO Duo. Внешние устройства позволяют импортировать и экспортировать сохранения на карты памяти PlayStation и PlayStation 2.
  - Модели PSP-1000, −2000, −3000 и −E1000 используют для хранения данных Memory Stick PRO Duo, тогда как модель PSP Go использует Memory Stick Micro.
  - PlayStation Vita использует карты памяти собственного формата (от 4 до 64 Гбайт).
- Портативная игровая консоль GP2X на базе GNU/Linux использует карты SD/MMC.
- Neo Geo AES, разработанная в 1990 г. фирмой SNK Playmore, была первой игровой консолью, использующей карты памяти. Карты памяти AES совместимы также с Neo-Geo MVS для игровых автоматов.

## Причины поломок карт памяти
- Для снижения себестоимости, производители карт памяти иногда могут устанавливать низкокачественные микросхемы NAND памяти с очень низким показателем максимального количества циклов записи в ячейку памяти;
- Некорректное извлечение карты памяти из устройства. При этом может произойти сбой и карта памяти выйдет из строя. Поэтому рекомендуется предварительно «извлечь» в системе карту памяти или штатно выключить устройство, а только потом вытаскивать карту памяти из разъёма;
- Различные механические воздействия на карту памяти: удары, падения, вибрация. При этом на карте памяти может отойти заводская пайка или треснуть печатная плата, на которой распаяны все элементы;
- Использование карты памяти в видеорегистраторе автомобиля с циклической записью. Из-за очень частой записи информации в ячейки памяти, использование карт памяти в видеорегистраторах очень сильно ускоряет процесс износа микросхем NAND памяти[6];